# Lea Wermelin
Lea Wermelin, née le 10 mai 1985 à Rønne (Danemark), est une femme politique danoise, membre du parti Social-démocratie (SD). Elle est ministre de l'Environnement de 2019 à 2022.

## Biographie
Lea Wermelin est diplômée en sciences politiques de l'université de Copenhague en 2011. Pendant ses études, elle a suivi un semestre à l'université de Lund, effectué des stage en Tanzanie et à DR2, été assistante du député social-démocrate Thomas Adelskov et travaillé au ministère des Affaires étrangères.
Après ses études, elle devient employée politique pour la Social-démocratie.
En mai 2014, elle est préférée à six candidats, dont le député européen Claus Larsen-Jensen, pour devenir tête de liste sociale-démocrate dans la circonscription de Bornholm pour les élections législatives de 2015, afin de remplacer le député sortant Jeppe Kofod, alors candidat aux élections européennes. Elle est élue députée au Folketing le 18 juin 2015. Durant son premier mandat, elle est remplacée pendant quelques mois à partir d'octobre 2017 par Claus Larsen-Jensen, alors qu'elle est en congé maternité.
Elle est réélue pour un second mandat lors des élections du 5 juin 2019. Le 27 juin, elle est nommée ministre de l'Environnement dans le gouvernement formé par Mette Frederiksen après le scrutin.
Elle remporte un troisième mandat lors des élections législatives anticipées de 2022. Elle ne fait pas partie du nouveau gouvernement formé après le scrutin, mais elle devient porte-parole de son groupe parlementaire sur les questions de climat et d'énergie. Elle quitte ce rôle en septembre 2024 pour devenir porte-parole sur les questions de santé.
En décembre 2024, elle est faite commandeur de l'ordre de Dannebrog.